# یواس‌اس اوتس (ای‌آرجی-۲۰)
یواس‌اس اوتس (ای‌آرجی-۲۰) (به انگلیسی: USS Otus (ARG-20)) یک کشتی است که طول آن ۴۱۷ فوت ۹ اینچ (۱۲۷٫۳۳ متر) می‌باشد. این کشتی در سال ۱۹۴۰ ساخته شد.